# Château de Lacaze
Cet article concerne le château des Landes. Pour son homonyme en Lozère, voir Château de la Caze.
Cet article concerne le château des Landes. Pour ses homonymes, voir Château de Lacaze (Tarn), Château de Lacaze (Labastide-Castel-Amouroux).
Le château de Lacaze est un château situé dans la commune de Parleboscq, dans le département des Landes et la région Nouvelle-Aquitaine. Il est inscrit aux Monuments historiques par arrêté du 12 août 1992.

## Présentation
La construction du château date du début du XIVe siècle. Les fenêtres sont percées au XVIe siècle et des agrandissements entrepris aux XVIIIe siècle (pavillons) et XIXe siècle (pavillons et terrasse). À la Révolution française, les tours sont décapitées. Ces tours n'ont pas été tout de suite restaurées. Les propriétaires ont réalisé la mise hors d'eau à l'aide de toitures pentues. Un document de 1843 montre ces toitures qui donnent au château l'aspect d'un vieux manoir.
C'est entre 1910 et 1914 qu’Adolphe Whitcomb fait exhausser les tours et les couronnes de créneaux et de merlons. Il en est de même pour le couronnement du bâtiment adjacent à l'est.
Enfin on doit à M. Christopher Oldham en 1981 et 1982 la restauration des façades, des encadrements des ouvertures et surtout la couverture efficace des tourelles octogonales. Par contre la tourelle centrale d'escalier conserve sa structure de guet.

### Les occupants deLa Caze
Le fief de La Caze apparaît dès la fin du XIe siècle.
En 1230 : La Caze appartient alors aux vicomtes de Marsan. Arnaud de Marsan, premier seigneur de La Caze. Cité dans un acte de paréage du 2 juin 1289 par lequel le comte d’Armagnac, le roi de France Philippe IV le Bel, et Édouard Ier, roi d’Angleterre s’engageaient à le défendre. Il est leur vassal. N'oublions pas que depuis 1152, avec le mariage d'Aliénor d'Aquitaine et le duc de Normandie Henri Plantagenêt, l'Aquitaine devient Anglaise et qu’en 1154 le duc de Normandie devient roi d’Angleterre.
En 1290 : Arnaut-loup de Lasserre, chevalier de Bedeyssan. Il occupe Arouille (Saint-Justin). Il est assiégé par Raymond Arnaud, Bâtard de Foix, lequel est soutenu par le comte de Foix et le roi de France Philippe IV le Bel. Bien qu'appuyé par les Anglais, Arnaut-loup de Lasserre est battu et expulsé d’Arouille. Mais Edouard Ier, roi d'Angleterre vient à son secours et lui donne le fief de La Caze (1290)
En 1550 : Pons de Pons épouse Françoise de Marsan et obtient de Jeanne d'Albret l'anoblissement de ses terres de La Caze, qui sont érigées en marquisat.
En 1687 : La famille de Pons vend La Caze à Joseph Gillet, qui devient marquis de La Caze. Conseiller au Parlement de Bordeaux (1691). Président à Mortier (1692). Un premier mariage en 1692 avec Jeanne Marie de Ségur, dont descendance Jeanne Marie. Un second mariage en 1710 avec Françoise du Bouzet, fille du marquis de Poudenas, dont descendance Pierre Gaston, Jean Baptiste, Jeanne Françoise. En 1714, il devient Premier Président du Parlement de Bordeaux. La même année, il achète la Vicomté de Gabardan. En 1734 le 9 décembre, il meurt regretté du Parlement et du public.
En 1714 : Pierre Gaston de Gillet devient marquis de La Caze. Il est déjà comte de Castelnau d'Eauzan, vicomte du Gabardan, il devient conseiller de Louis XV au Parlement de Bordeaux en 1730. En 1738, président de la Seconde Chambre des Enquêtes. En 1744, iI fait rédiger un aveu de dénombrement qui précise que le marquisat comprend une quinzaine de métairies auxquelles s'ajoute le moulin de Pedaynet (Espercus). Il existe un droit de fouage dit de Saint André, un droit de patronage et de nomination pour la chapelle Saint-Joseph de l'église de Gabarret.
En 1779 : Jean Baptiste François de Gillet. Chevalier, Seigneur, Marquis de La Caze, Comte de Castelnau d'Eauzan, Conseiller du Roi Louis XVI, Premier Président du Parlement de Navarre. Seul seigneur haut, moyen et bas Justicier sur toute l'étendue du Marquisat de La Caze qui comprend les paroisses de Bouau, Mauras, Mura, Saint Michel, d’Esperoux, Saint Cricq et Sarran. 
En 1789 à la Révolution française, les Gillet quittent La Caze, les tours du château sont décapitées et tous les signes de noblesse effacés. Denis Charles Henri Gauldrée-Boileau né le 15 juillet 1773 à Aire (Pas-de-Calais) reçoit le domaine de Lacaze de la dot de sa femme, Charlotte Émilie de Livron, petite fille du Président Gillet de Lacaze. En 1810, il achète également le château de Laballe situé sur la commune de Parleboscq à François de Cours Monlezun.
En 1820, il revend Laballe à Jean Dominique Laudet de Mirande (Gers). 1822, nous sommes sous Louis XVIII, il est conseiller général, puis député royaliste, réélu en 1824, mais battu en 1827, sous Charles X par le baron de Cauna. Il meurt le 25 mai 1830, officier de La Légion d'honneur et chevalier de l'ordre de Saint-Louis.

Charlotte Émilie de Livron, veuve de Denis Charles Henri Gauldrée Boileau, conserve La Caze quelque temps puis le vend à monsieur Amiel qui le revend à monsieur Dominique Jean Barthier.
En 1844 : Adhémar de Guilloutet, petit-fils de Louise Monge (1779-1874), elle-même fille du mathématicien Gaspard Monge, né le 6 août 1819 à Port-Sainte-Marie (Lot-et-Garonne) devient propriétaire de La Caze. 1850, Maire de Parleboscq pendant 10 ans, sous le Second Empire et la IIIe République. 1863 Député pendant 18 ans. 1869 conseiller général pendant 38 ans. Il était profondément Bonapartiste. Il obtient de Napoléon III le rattachement de la commune de Parleboscq au département des Landes. II œuvre en faveur de l’armagnac et La Caze devient un cru réputé. II fait restaurer les 7 églises de Parleboscq. En 1902, il meurt après avoir dilapidé sa fortune. À cette époque La Caze s'étend sur 580 hectares.
En 1900 : Adolphe Whitcomb, Conseiller général du canton de Gabarret devient propriétaire. Il est tué en 1914 à la bataille de la Marne, alors qu’il était lieutenant d'état-major de la 110e brigade d'infanterie.
De 1923 à 1958, Lucien, Ernest, Gaston et Jean Pascal sont les propriétaires de La Caze 
En 1958, la famille Godefroy devient propriétaire. 
En 1963, la famille De Robillard devient propriétaire.
En 1973, Douillet & Sidicki deviennent propriétaire.
En 1981 : Christopher Oldham, nouveau propriétaire, restaure le château. II confie la maîtrise d'ouvrage à Roderick Galloway et la surveillance des travaux extérieurs à l'Architecte des Bâtiments de France.

### Sources
1. ↑  Coordonnées vérifiées sur Géoportail et Google Maps
2. 1 2  « Classement du château de Lacaze », notice no PA00084031, sur la plateforme ouverte du patrimoine, base Mérimée, ministère français de la Culture. Consulté le 22 août 2009